# Trĩ đỏ khoang cổ
Trĩ đỏ khoang cổ hay trĩ đỏ khoang cổ trắng hay trĩ đỏ khoang cổ Bắc Bộ (Danh pháp khoa học: Phasianus colchicus torquatus) là một phân loài của loài trĩ đỏ. Phân loài này có mặt tại Việt Nam và là một loài chim đẹp và hiếm.

## Phân bố
Phân loài trĩ đỏ này phân bố ở Đông Nam Trung Quốc (Quảng Đông) và ở miền Bắc Việt Nam (vùng Lạng Sơn, Cao Bằng, Quảng Ninh) nơi các đồi cỏ, guột tốt hay trong các rừng thông. Không chỉ miền Bắc Việt Nam, loài này cũng có ở khu bảo tồn U Minh Thượng (Kiên Giang), khu bảo tồn thiên nhiên Phong Điền (Thừa Thiên Huế). Ở tỉnh Lâm Đồng, loài chim Trĩ này xuất hiện trong những cánh rừng ở vườn quốc gia BiDoup Núi Bà, rừng quốc gia Cát Tiên, trước đây còn thấy xuất hiện ở vùng đồi núi thấp của huyện Đức Trọng.

## Đặc điểm
Trĩ đỏ khoang cổ có đỉnh đầu và gáy nâu ánh xanh. Trán, dải hẹp trên mắt, cằm, họng và cổ đen ánh lục, xanh hoặc tím tùy góc nhìn. Phía dưới cổ có vòng trắng ngắt đoạn ở phía trước và sau. Các lông phần trên lưng có phần gốc nâu gụ thẫm, dải hẹp dọc ở giữa trắng nhạt mút lông đen, hai bên phiến lông viền hung nâu rộng. Ngực hung nâu đỏ, mỗi lông đều có vệt đen hẹp ở dọc thân lông và mút lông chia thành hai thùy tròn.
Chim trĩ đỏ khoang cổ có màu lông sáng, đầu và cổ có màu xanh kèm với một khoang trắng trên cổ hoặc giữa ngực cộng thêm các vết đốm đen hoặc nâu. Đuôi của nó dài và nhỏ với nhiều đường gợn sóng sẫm đen dày khít nhau. Trong điều kiện nuôi nhốt, con đực nặng 1,7 kg, cá biệt có con nặng trên 2 kg, con mái nặng 1,2 kg sau 5 tháng nuôi.
Lông vai có viền nâu ánh đỏ rộng, tiếp vào trong là dải đen rồi dải hung nâu nhạt, Phần giữa lông là vệt nâu rộng hay hung nâu lấm tấm đen. Lông ở lng và trên đuôi có phần mút nâu ánh xanh và phần trong của lông có vằn hung nâu nhạt và đen xen kẽ, làm cho các phần này có màu nâu ánh xanh lẫn với vằn ngang đen và hung nâu nhạt xen kẽ không đều.
Đuôi màu vàng hơi ánh xanh, có vằn ngang đen ở giữa và nâu tím ở hai bên.
Hai bên mép lông đuôi giữa và mép ngoài của các lông khác nâu ánh tím lẫn ánh xanh. Cánh nâu có viền hay vằn nâu nhạt, bao cánh nâu ánh thép, hai bên mép lông nâu tím, phần giữa lông có vằn nâu nhạt. Bụng nâu thẫm có ánh đỏ nhất là phần trên bụng. Sườn vàng cam óng ánh, mút mỗi lông đều có vệt đen hình tam giác.
Chim cái thì Đỉnh đầu và cổ nâu thẫm hay đen với những vạch ngang hẹp màu hung đỏ. Lưng và vai hung đỏ phớt nâu tím. Cằm và họng màu vàng xám có vạch nâu thẫm. Phía trước cổ và phần trên ngực có những vạch và chấm đen thô hơi óng ánh màu hồng tối. Phần dưới của ngực, sườn và bụng màu xám hung thẫm, với vân nâu tối và phần giữa lông màu nâu đỏ thẫm. Dưới đuôi nâu đỏ tối lẫn các vệt đen thô. Đùi nâu xỉn. Mẳt nâu đỏ. Da trần ở mặt đỏ tươi. Mỏ và chân xám sừng.

### Thể trạng
Trĩ đỏ lớn rất nhanh và có khả năng đề kháng cao nên ít khi mắc bệnh. Khả năng chống chịu với điều kiện ngoại cảnh như chống nóng, chống rét tốt hơn gà. Chim trĩ đỏ khoang cổ mắc các bệnh thông thường như tiêu chảy, đau mắt, việc điều trị đơn giản, nhanh khỏi, và chưa mắc một loại bệnh truyền nhiễm nào. Chim trĩ đỏ khoang cổ có đặc tính khỏe, phối giống tốt, một con chim trống có thể phối giống với 2–3 con mái mà không ảnh hưởng đến chất lượng con giống. Chúng có nhiều đặc tính tốt như năng suất thịt, trứng cao, con trống 6 tháng tuổi đạt 1,6-2,0 kg, con mái 1,2-1,5 kg, mái đẻ 90-100 trứng/năm, thịt, trứng thơm, ngon và bổ.
Đối với con mái, nếu nguồn thức ăn đảm bảo, 1 ngày có thể đẻ 2 trứng, mỗi lứa đẻ từ 40 – 45 trứng. Đây là loài động vật hoang dã nên bay rất nhanh và ăn trứng của chính mình. Do chim không có bản năng ấp trứng nên phải nhờ gà ấp hộ (tỉ lệ ấp nở đạt 60%) hoặc sử dụng phương pháp ấp bằng máy (tỉ lệ nở đạt trên 80%). Đối với chim trống cần phải cắt hoặc mài bớt phần mỏ tránh chim ăn trứng.
Năng suất đẻ trứng đạt 90-110 trứng/mái/6 tháng đẻ (từ tháng 4 đến hết tháng 9). Chim trĩ đỏ khoang cổ sinh sản theo mùa, từ tháng 4 đến hết tháng 9 sau đó nghỉ đông. Điều này hạn chế rất lớn đến việc phát triển loài này ra diện rộng. Ở miền Bắc, mùa sinh sản của chim chỉ kéo dài từ tháng 2 đến tháng 9 hằng năm, loại chim thịt chỉ đủ để bán từ tháng 9 đến tháng 2 năm sau

### Tập tính ăn
Trong điều kiện nuôi nhốt, chúng tiêu tốn thức ăn thấp, lượng thức ăn/ngày chỉ bằng ½ lượng cho gà ăn, để đạt 1,5 kg thịt (con trống) tiêu tốn hết 6,7 kg thức ăn. Thực phẩm chính của loài chim trĩ đỏ là ngô, rau xanh và một phần cám công nghiệp Thức ăn của chim trĩ đỏ đơn giản, dễ kiếm, thường ăn chung với thức ăn của gà, vịt, chim cút. Ngoài ra, sau thời gian úm, giai đoạn hậu bị và vỗ béo, chim trĩ đỏ khoang cổ có thể ăn thóc, ngô, các loại thân chuối và buồng chuối xanh, chuối chín, rau muống, rau lang các loại.
Thức ăn có thể dùng chung với các loại gia cầm khác như: thóc, ngô, đỗ, cám, gạo, rau xanh, củ, quả, lá mơ, su su lượng thức ăn tiêu tốn ít (trung bình 200g/con/ngày) song ăn rải rác trong ngày, do vậy phải tiếp thức ăn thường xuyên. Khi chăn nuôi, thức ăn cho chim trĩ cần kết hợp giữa các loại hạt ngũ cốc, rau xanh, cám công nghiệp, cho chim trĩ ăn, uống theo bữa, tính toán sao cho vừa đủ, không để lại lượng thức ăn thừa. Khi chim đẻ, cần bổ sung cám đậm đặc của gà để vỏ trứng chim dày, hạn chế trứng bị giập vỡ

## Tình trạng
Ở Việt Nam, sau khi bảo tồn và nhân nuôi thành công tại Trung tâm bảo tồn động vật hoang dã-Viện chăn nuôi Quốc gia từ năm 2006 đến nay, đàn chim đã phát triển tăng đàn đáng kể. Năm 2013, tại huyện Đan Phượng đã có hàng trăm hộ chăn nuôi chim trĩ đỏ khoang cổ cho thu nhập cao, nhiều hộ gia đình cho thu nhập 200-300 triệu đồng/100 mái đẻ. Hiện nay, mặc dù số lượng đàn đã tăng đáng kể, nhưng chim trĩ đỏ khoang cổ vẫn đang trong giai đoạn nhân đàn, việc nuôi thương phẩm mới chỉ bắt đầu, chưa có bán trên thị trường. Chỉ một số nhà hàng chuyên chim trĩ có chim thịt bán, tuy nhiên đây chỉ là chim đực thừa trong quá trình nuôi hậu bị, hoặc chim loại thải sau khi kết thúc chu kỳ sinh sản.
Nuôi loài động vật hoang dã này phải thực hiện các thủ tục hành chính, phải được cơ quan kiểm lâm cấp phép nuôi.Trước năm 2013, chim trĩ nằm trong sách đỏ nên người chăn nuôi phải làm một số thủ tục, giấy tờ. Mỗi lần xuất bán và vận chuyển người dân đều phải lên chính quyền xã và kiểm lâm tỉnh xin xác nhận. Từ 2013, chim trĩ đỏ được xếp vào diện động vật được phép chăn nuôi buôn bán bình thường nên việc chăn nuôi cũng như kinh doanh đơn giản hơn. loài này nếu nuôi thương phẩm thì khoảng 5 tháng có thể xuất bán. Mỗi con trống đến khi bán nặng khoảng 1,4 đến 1,7 kg, con mái khoảng một đến 1,2 kg.

### Nuôi nhốt
Loài chim quý hiếm này không chỉ đẹp, dễ nuôi mà còn mang lại hiệu quả kinh tế cao. Với những ưu điểm như sức đề kháng cao, không cần đầu tư nhiều thời gian về chăm sóc, thức ăn, chuồng trại, hiệu quả kinh tế cao nên mô hình nuôi chim trĩ đỏ khoang cổ hiện đang được nhân rộng đã mở ra hướng phát triển kinh tế mới. Nuôi Trĩ đỏ mang lại giá trị kinh tế cao gấp nhiều lần so với nuôi gà.
Trứng chim Trĩ rất thơm ngon, bổ dưỡng, được thị trường rất ưa chuộng. Thịt chim Trĩ có giá trị chất dinh dưỡng cao và chữa được một số bệnh. Ngoài ra, nuôi chim Trĩ còn có mục đích để làm cảnh. Một ước tính cho biết con chim trĩ con (20 ngày tuổi) mua ở trại giống về có giá khoảng 100.000 -120.000 đồng, chỉ sau 3 tháng chăn nuôi bán ra thị trường với giá từ 400.000 -450.000 đồng. Trừ hết chi phí, một con cho lợi nhuận từ 200.000 - 250.000 đồng.

### Chăm sóc
Loại trừ khó khăn ở giai đoạn từ 0 –4 tuần tuổi, chim trĩ đỏ rất dễ nuôi. Chuồng trại nuôi chim trĩ đỏ hết sức đơn giản, đầu tư ban đầu rẻ tiền, có thể tận dụng chuồng lợn, chuồng gà sẵn có, cải tạo lại, căng lưới là có thể nuôi được. Việc chăm sóc nuôi dưỡng cũng hết sức đơn giản, hàng ngày chỉ một lần cho ăn, cho uống. Sau khi kết thúc chu kỳ nuôi mới dọn và vệ sinh chuồng trại, nhìn chung việc chăm sóc nuôi dưỡng đơn giản hơn nhiều so với nuôi gà.
Giai đoạn úm từ 0 - 4 tuần tuổi yêu cầu áp dụng quy trình nghiêm ngặt và đòi hỏi có kinh nghiệm nhất định. Nếu có kỹ thuật và kinh nghiệm có thể nuôi sống 80 - 90%, tuy nhiên, nếu không có kinh nghiệm, tỷ lệ chết khá cao. Chuồng nuôi chim thịt, chim đẻ tốn rất nhiều diện tích. Thường xuyên kiểm tra để loại bỏ các vật sắc, nhọn, sợi nilông trong khu vực nuôi đề phòng chim ăn phải sẽ dẫn đến thủng diều và chết. Khi nuôi, không nên nhốt hai con trống vào cùng một chuồng, tránh hiện tượng mổ lẫn nhau.